# Dave Lewis
Dave Lewis é um produtor musical nascido em Los Angeles, nos Estados Unidos, famoso por trabalhar em muitos álbuns de grandes bandas, como Led Zeppelin IV, de Led Zeppelin.